# Erle C. Kenton
Erle C. Kenton (1 d'agost de 1896 – 28 de gener de 1980) va ser un director, actor i guionista cinematogràfic de nacionalitat estatunidenca

## Biografia
Nascut a Norborne, Missouri, el seu nom complet era Erle Cauthorn Kenton.
Director de més de 131 produccions entre 1916 i 1957, Kenton va ser, al costat d'Edward Ludwig, un dels principals realitzadors de la sèrie televisiva emesa en 1958-1960 per la CBS The Texan, protagonitzada per Rory Calhoun. Va dirigir nombroses pel·lícules de sèrie B, la més famosa d'elles Island of Lost Souls protagonitzada per Charles Laughton.
Erle C. Kenton va morir a Glendale, Califòrnia, en 1980, a causa d'una malaltia de Parkinson. Va ser enterrat al Cementiri Forest Lawn Memorial Park de Glendale.

## Selecció de la seva filmografia
- Down on the Farm (1920)
- A Small Town Idol (1921)
- A Fool and His Money (1925)
- Red Hot Tires (1925)
- The Rejuvenation of Aunt Mary (1927)
- Bare Knees (1928)
- Companionate Marriage (1928)
- Song of Love (1929)
- Mexicali Rose (1929)
- X Marks the Spot (1931)
- Island of Lost Souls (1932)
- From Hell to Heaven (1933)
- Search for Beauty (1934)
- You're Telling Me! (1934)
- Party Wire (1935)
- The Public Menace (1935)
- The Devil's Playground (1937)
- Little Tough Guys in Society (1938)
- Everything's on Ice (1939)
- Escape to Paradise (1939)
- Remedy for Riches (1940)
- Petticoat Politics (1941)
- Melody for Three (1941)
- They Meet Again (1941)
- North to the Klondike (1942)
- The Ghost of Frankenstein (1942)
- Pardon My Sarong (1942)
- Who Done It? (1942)
- It Ain't Hay (1943)
- Hit the Ice (1943)
- House of Frankenstein (1944)
- House of Dracula (1945)
- The Cat Creeps (1946)
- Bob and Sally (1948)
- One Too Many (1950)